# ناحیه هایت، میشیگان
ناحیه هایت (به انگلیسی: Haight Township) یک منطقهٔ مسکونی در ایالات متحده آمریکا است که در شهرستان انتوناگون، میشیگان واقع شده‌است.
 ناحیه هایت  ۲۱۲ نفر جمعیت دارد و ۴۶۱ متر بالاتر از سطح دریا واقع شده‌است.